# 东平府 (渤海国)
东平府，渤海国设置的府。
为拂涅故地。辖区在今黑龙江省兴凯湖以西密山一带。下辖伊州、蒙州、沱州、黑州、比州（《辽史》又作北州）。辽国灭渤海后，将东平府迁到辽阳。